# Lista de episódios de Toradora!
Esta é a lista de episódios do anime Toradora!.

## Episódios
| # | Título | Diretor de animação                                                          | Roteiro           | Exibição original       |
| --- | --- | ---------------------------------------------------------------------------- | ----------------- | ----------------------- |
| 01 | "O Tigre e o Dragão" "Tora to Ryū" (虎と竜)                                                                      | Masayoshi Tanaka                                                             | Mari Okada        | 2 de outubro de 2008    |
| Ryūji Takasu não gosta da forma como os seus olhos o fazem parecer um delinquente intimidador. Ele quer se aproximar da garota de quem gosta, Minori Kushieda, embora não seja capaz de confessar seus sentimentos. No primeiro dia no segundo ano do ensino médio, ele esbarra em uma garota baixa, Taiga Aisaka, conhecida por ser bastante agressiva. Por coincidência, Taiga e Minori estão na classe de Ryūji neste ano. Mais tarde, Taiga acidentalmente coloca uma carta de amor na mochila de Ryūji, pensando que aquela pertencia a Yūsaku Kitamura. Após se dar conta disso, Taiga vai até a casa de Ryūji à noite querendo matá-lo por saber que ela gosta de Yūsaku. Assim, ela descobre que Ryūji gosta de sua melhor amiga, Minori. Para acalmar Taiga, Ryūji diz que fará qualquer coisa para ajudá-la com Yūsaku. No dia seguinte, Ryūji descobre que Taiga mora no apartamento ao lado de sua casa. | |                                                                              |                   |                         |
| 02 | "Ryūji e Taiga" "Ryūji to Taiga" (竜児と大河)                                                                    | Chieko Miyagawa Tomoyuki Shimotani                                           | Mari Okada        | 9 de outubro de 2008    |
| Ryūji descobre que antes de Taiga ajudá-lo a se aproximar de Minori, ele primeiro tem que ajudá-la a se aproximar de Yūsaku. Durante o treino de basquete, Taiga e Ryūji planejam que a parceira de Yūsaku seja nocauteada, então Taiga poderia ser a parceira de Yūsaku. No entanto, é Taiga quem acaba sendo nocauteada. Ela faz alguns biscoitos e planeja dá-los a Yūsaku; infelizmente, ela cai da escada e os derruba. Ryūji a segura. Ele come os biscoitos que ela fez e diz que eles estão bons, e a encoraja para fazê-los de novo. Como Ryūji e Taiga são vistos juntos frequentemente, boatos de que eles estão saindo se espalham entre os colegas de classe. Isso deixa Taiga irritada, fazendo com que no dia seguinte ela confessasse seu amor por Yūsaku; no entanto, ele quer que eles continuem apenas amigos.                                                                                    | |                                                                              |                   |                         |
| 03 | "Sua Canção" "Kimi no Uta" (君の歌)                                                                              | Hiroyuki Furukawa Masayoshi Tanaka                                           | Mari Okada        | 16 de outubro de 2008   |
| | |                                                                              |                   |                         |
| 04 | "A Expressão Daquele Momento" "Ano Toki no Kao" (あのときの顔)                                                   | Hiroshi Tomioka Tomoyuki Shimotani                                           | Mari Okada        | 23 de outubro de 2008   |
| | |                                                                              |                   |                         |
| 05 | "Ami Kawashima" "Kawashima Ami" (かわしまあみ)                                                                   | Mai Ōtsuka Masayoshi Tanaka                                                  | Tatsuto Higuchi   | 30 de outubro de 2008   |
| | |                                                                              |                   |                         |
| 06 | "O Verdadeiro Eu" "Honto no Jibun" (ほんとの自分)                                                                | Ryūji Tsuzuki Shin'ichi Shigematsu Tomoyuki Shimotani Masayoshi Tanaka       | Mari Okada        | 6 de novembro de 2008   |
| | |                                                                              |                   |                         |
| 07 | "Abertura da Piscina" "Pūru Biraki" (プールびらき)                                                               | Satoshi Yamaguchi Masayoshi Tanaka                                           | Junko Okazaki     | 13 de novembro de 2008  |
| | |                                                                              |                   |                         |
| 08 | "Por quem?" "Dare no Tame" (だれのため)                                                                          | Iku Ozawa Shigeru Uchihara Tomoyuki Shimotani                                | Junko Okazaki     | 20 de novembro de 2008  |
| | |                                                                              |                   |                         |
| 09 | "Você Diz Para Irmos ao Mar" "Umi ni Ikō to Kimi wa" (海にいこうと君は)                                          | Ryōichi Ōki Masayoshi Tanaka                                                 | Tatsuto Higuchi   | 27 de novembro de 2008  |
| | |                                                                              |                   |                         |
| 10 | "Fogos de Artifício" "Hanabi" (花火)                                                                             | Yūji Miyashita Kōichi Motomura Shimotani Tomoyuki                            | Tatsuto Higuchi   | 4 de dezembro de 2008   |
| | |                                                                              |                   |                         |
| 11 | "Festival Cultural da Escola Secundária Ōhashi - Parte I" "Ōhashi Kōkō Bunkasai - Zenpen" (大橋高校文化祭·前編)  | Minoru Kawano Kazuyuki Igai Mayuko Katō Masayoshi Tanaka                     | Masahiro Yokotani | 11 de dezembro de 2008  |
| | |                                                                              |                   |                         |
| 12 | "Festival Cultural da Escola Secundária Ōhashi - Parte II" "Ōhashi Kōkō Bunkasai - Chūhen" (大橋高校文化祭·中編) | Heo Jae-seon Hiroshi Tomioka Tomoyuki Shimotani                              | Mari Okada        | 18 de dezembro de 2008  |
| | |                                                                              |                   |                         |
| 13 | "Festival Cultural da Escola Secundária Ōhashi - Parte III" "Ōhashi Kōkō Bunkasai - Kōhen" (大橋高校文化祭·後篇) | Hiroyuki Kaidō Kazunori Iwakuma Shinsuke Yanagi Masayoshi Tanaka             | Mari Okada        | 25 de dezembro de 2008  |
| | |                                                                              |                   |                         |
| 14 | "A Tigresa de Bolso da Felicidade" "Shiawase no Tenori Taigā" (しあわせの手乗りタイガー)                         | Tsutomu Ōno Sayuri Sugitō Tomoyuki Shimotani                                 | Mari Okada        | 8 de janeiro de 2009    |
| | |                                                                              |                   |                         |
| 15 | "As Estrelas Estão Distantes" "Hoshi wa, Tōku" (星は, 遠く)                                                      | Ryōichi Ōki Masayoshi Tanaka                                                 | Tatsuto Higuchi   | 15 de janeiro de 2009   |
| | |                                                                              |                   |                         |
| 16 | "Um Passo à Frente" "Fumidasu Ippo" (踏み出す一歩)                                                               | Shigeru Uchihara Yumi Nakayama Seiya Numata Tomoyuki Shimotani               | Tatsuto Higuchi   | 22 de janeiro de 2009   |
| | |                                                                              |                   |                         |
| 17 | "O Retrógrado de Mercúrio no Natal" "Kurisumasu ni Suisei wa Gyakkōsuru" (クリスマスに水星は逆行する)            | Mai Ōtsuka Kazunori Iwakura Masayoshi Tanaka                                 | Masahiro Yokotani | 29 de janeiro de 2009   |
| | |                                                                              |                   |                         |
| 18 | "Sob a Árvore de Abeto" "Momi no Ki no Shita de" (もみの木の下で)                                                | Yumi Nakayama Yūji Miyashita Tomoyuki Shimotani                              | Masahiro Yokotani | 5 de fevereiro de 2009  |
| | |                                                                              |                   |                         |
| 19 | "Véspera do Festival de Natal" "Seiyasai" (聖夜祭)                                                               | Hitomi Ochiai Sumie Kinoshita Hiroyuki Kaidō Toshifumi Akai Masayoshi Tanaka | Masahiro Yokotani | 12 de fevereiro de 2009 |
| | |                                                                              |                   |                         |
| 20 | "Sempre Assim" "Zutto, Kono Mama" (ずっと, このまま)                                                             | Kōji Yamakawa Tomoyuki Shimotani                                             | Tatsuto Higuchi   | 19 de fevereiro de 2009 |
| | |                                                                              |                   |                         |
| 21 | "Não Importa o Motivo" "Dōshitatte" (どうしたって)                                                               | Yoshikazu Ōki Masayoshi Tanaka                                               | Masahiro Yokotani | 26 de fevereiro de 2009 |
| | |                                                                              |                   |                         |
| 22 | "A Cena com Você" "Kimi no Iru Keshiki" (君のいる景色)                                                           | Shigeru Uchihara Seiji Kishimoto Tomoyuki Shimotani                          | Mari Okada        | 5 de março de 2009      |
| | |                                                                              |                   |                         |
| 23 | "A Estrada que Precisamos Avançar" "Susumu Beki Michi" (進むべき道)                                              | Kōichi Motomura Hiroshi Tomioka Masayoshi Tanaka                             | Mari Okada        | 12 de março de 2009     |
| | |                                                                              |                   |                         |
| 24 | "Confissão" "Kokuhaku" (告白)                                                                                    | Yumi Nakayama Hitomi Ochiai Tomoyuki Shimotani                               | Mari Okada        | 19 de março de 2009     |
| | |                                                                              |                   |                         |
| 25 | "Toradora!" (とらドラ!)                                                                                          | Masayoshi Tanaka                                                             | Mari Okada        | 26 de março de 2009     |
| | |                                                                              |                   |                         |
| OVA | "O Verdadeiro Significado do Bento" "Bentō no Gokui" (弁当の極意)                                                | Masayoshi Tanaka                                                             | Mari Okada        | 21 de dezembro de 2011  |
| | |                                                                              |                   |                         |

## Toradora SOS!
Toradora SOS! - Connoisseurs Banzai (とらドラSOS!) são mini-episódios exclusivos presentes nos DVDs lançados do anime. Nessas curtas, os personagens, estando representados como chibi, experimentam várias comidas, enquanto competem um contra o outro.
| # | Título | Exibição original       |
| - | --- | ----------------------- |
| 1 | "Viva aos Gulosos! Devore Diversas Pequenas Vidas Granulares e Saborosas, Viva ao Espaguete Tarako!" (食いしん坊万々歳 小さな命をたっぷり食らう つぶつぶうまいぜビバたらこスパ!)                                             | 25 de fevereiro de 2009 |
|   | |                         |
| 2 | "Viva aos Gulosos! Pudim, Um Doce de Criança. Purina, Tem Muito ou Pouco?" (食いしん坊万々歳 子供スウィーツその名はプリン プリン体 多いの?少ないの?)                                                                         | 22 de abril de 2009     |
|   | |                         |
| 3 | "Viva aos Gulosos! Na Índia, Curry Com a Mão Direita, Banheiro Com a Esquerda. Isso Continua Fluindo, À Maneira do Curry!" (食いしん坊万々歳 インドではカレーは右手で トイレは左手 だらだら続くよ カレー道!)                 | 24 de junho de 2009     |
|   | |                         |
| 4 | "Viva aos Gulosos! Não Diga Que Você Não Gosta Antes de Experimentar! Ame-o e Nunca Pare, Doce, Gorduroso e Rosado Corn Beef!" (食いしん坊万々歳 食わず嫌いはよくないよ！愛してやまない、いとおしいピンクの霜降りコンビーフ) | 26 de agosto de 2009    |
|   | |                         |